# 부기 (프로게이머)
부기(본명: 이성엽, 1998년 5월 21일 ~ )는 대한민국의 리그 오브 레전드 프로게이머로 아이디는 Bugi이다. 포지션은 정글이며 현재 라틴 아메리카 리그의 퓨리어스 게이밍에서 활동하고 있다.

## 선수 생활
2017년 6월, 일본 2부리그 팀인 SCARZ에 입단했다. 서머 시즌 팀의 우승에 기여했지만 LJL 승격에는 실패했다.
2018시즌을 앞두고 센고쿠 게이밍에 입단했다.
2018년 6월, 마치 e스포츠에 입단했다.
2019시즌을 앞두고 플래시 울브즈에 입단했다. 스프링 시즌 팀의 주전 정글러로 활동했으며 팀의 우승에 기여했다. 스프링 시즌 우승으로 리그 오브 레전드 미드 시즌 인비테이셔널 2019에 참가했다.
2020시즌을 앞두고 V3 e스포츠에 입단했다. 팀의 주전 정글러로 활동했으며 서머 시즌 팀의 리그 우승에 기여했다. 리그 오브 레전드 월드 챔피언십 2020에서는 엔트리에 포함되면서 참가했다.
2021시즌을 앞두고 퓨리어스 게이밍에 입단했다.

## 수상 내역
- 리그 오브 레전드 재팬 리그 챌린저 시리즈 서머 2017 우승
- 리그 오브 레전드 마스터즈 시리즈 스프링 2019 우승
- 리그 오브 레전드 재팬 리그 서머 2020 우승